# Aer Lualdi
Pour les articles homonymes, voir Lualdi.

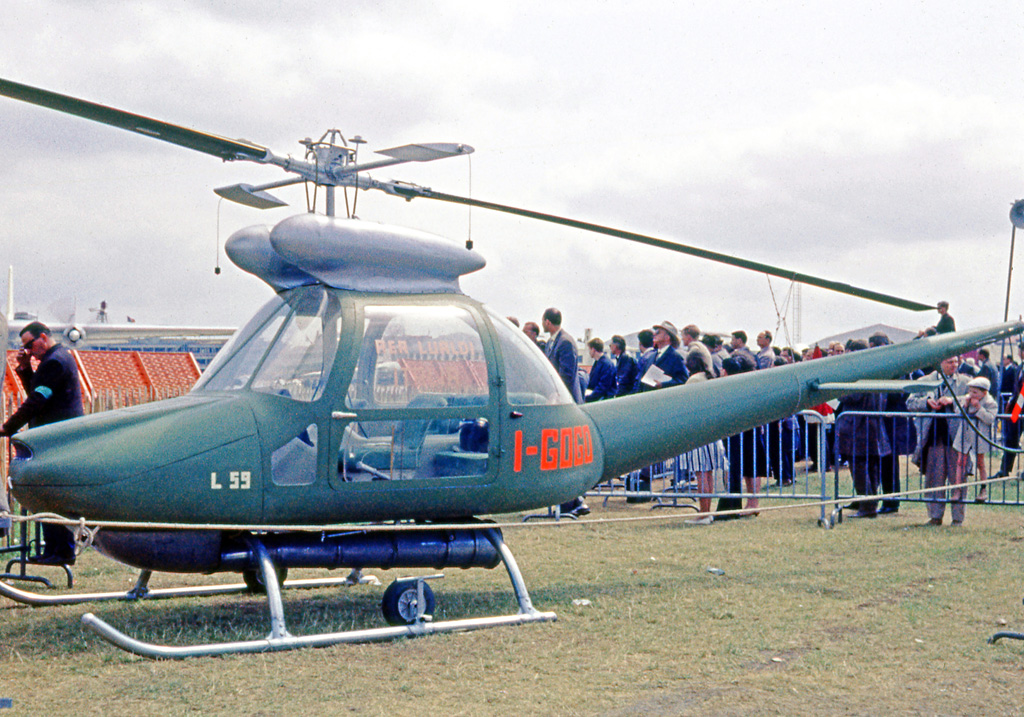
Hélicoptère L.59 Aer Lualdi.

Aer Lualdi & C. Spa est un fabricant italien d’hélicoptères fondé à Rome en 1953 et disparu en 1964.
Carlo Leopoldo Lualdi, industriel du Frioul (Lima Spa), fabriquait des instruments chirurgicaux à Anduins, dans la vallée d’Arzino. Diplômé de l’École Giovanni d’Udine, titulaire d’une licence d’ingénieur mécanique obtenue en Suisse, c’était aussi un passionné d’aviation. À l’âge de 20 ans il avait construit un avion monoplace en bois et toile qui avait volé avec un moteur de moto. Or au début des années 1950, la presse montrait souvent des images d’hélicoptères portant secours aux blessés, en particulier durant la Guerre de Corée. Il pensa que l’hélicoptère était un moyen adapté pour développer ses activités et entreprit en autodidacte la réalisation d’un appareil à décollage vertical. Un prototype, simple structure métallique à moteur Continental entrainant un rotor bipale commandé par le système Hiller Rotor-Matic, effectua ses premiers essais en septembre 1953, d’où sa désignation, ES 53 pour Elicottero Sperimentale 53.
Carlo Lualdi envisagea alors de réaliser un appareil bon marché et simple à piloter pouvant être produit en série. Associé aux ingénieurs Corbellini et Bertuzzi, Carlo Lualdi fonda donc en 1956 Aer Lualdi & C. SpA. Aer Lualdi acheta une licence de production du système Rotor-Matic et devint représentant du constructeur Hiller en Italie. En 1956 elle exposait à la Foire-Exposition de Milan la ‘chaise volante’ Hiller et le prototype L.55, qui ne devait effectuer son premier vol qu’en avril 1957 (D’où la référence à un L.57 dans certains ouvrages).
Le quadriplace Aer Lualdi L.59 devait être produit en série par Aermacchi, mais l’Armée italienne renonça à sa commande, ce qui entraîna la dissolution d’Aer Lualdi en 1964.